# کالین ویلسون
کالین هنری ویلسون (به انگلیسی: Colin Henry Wilson) (زادهٔ ۲۶ ژوئن ۱۹۳۱ در لستر - درگذشته ۵ دسامبر ۲۰۱۳ در کورنوال) از نویسندگان پرکار بریتانیایی است.
شهرت او در آغاز در زمینه فلسفه و رمان‌نویسی بود و از آن پس کتاب‌های زیادی در زمینه بزهکاری واقعی، تصوف و دیگر موضوعات نگاشت.
کالین ویلسون به خاطر تأکیدی که در آثارش بر پویش جهان نهانی در زمینه‌هایی هم‌چون نهان‌شناسی و عصر جدید دارد نامور شد.
وی یکی از افراد اصلی جنبش نوجوانان عصبانی بود، جنبشی که به ادبیات معاصر انگلیسی جانی تازه دمید.
ویلسون بر این باور است که انسان در زمان بیداری نیز در «حالت خواب» به‌سر می‌برد و تنها در لحظات بحرانی هم‌چون رو در رو شدن با مرگ یا احساس شدید غیر بدنی است که جرقه‌های از بیداری روحی در او زده می‌شود. وی معتقد است که انسان با تمرکز ویژه بر زمان حال و عمل کردن در این زمان کنونی می‌تواند آگاهانه آن حالت بیداری را در خود ایجاد کند.
از کتاب‌های ترجمه‌شدهٔ وی به فارسی می‌توان به «توان‌های نهانی در آدمی» و کتاب «سفر به ناشناخته‌ها: نیروهای اسرارآمیز بشر» اشاره کرد.